# Pteretis nodulosa
Pteretis nodulosa là một loài dương xỉ trong họ Onocleaceae. Loài này được Nieuwl. mô tả khoa học đầu tiên năm 1916.
Danh pháp khoa học của loài này chưa được làm sáng tỏ. 